# Leptotes pohlitinocoi
Leptotes pohlitinocoi là một loài lan đặc hữu to Brasil (Bahia).

## Hình ảnh

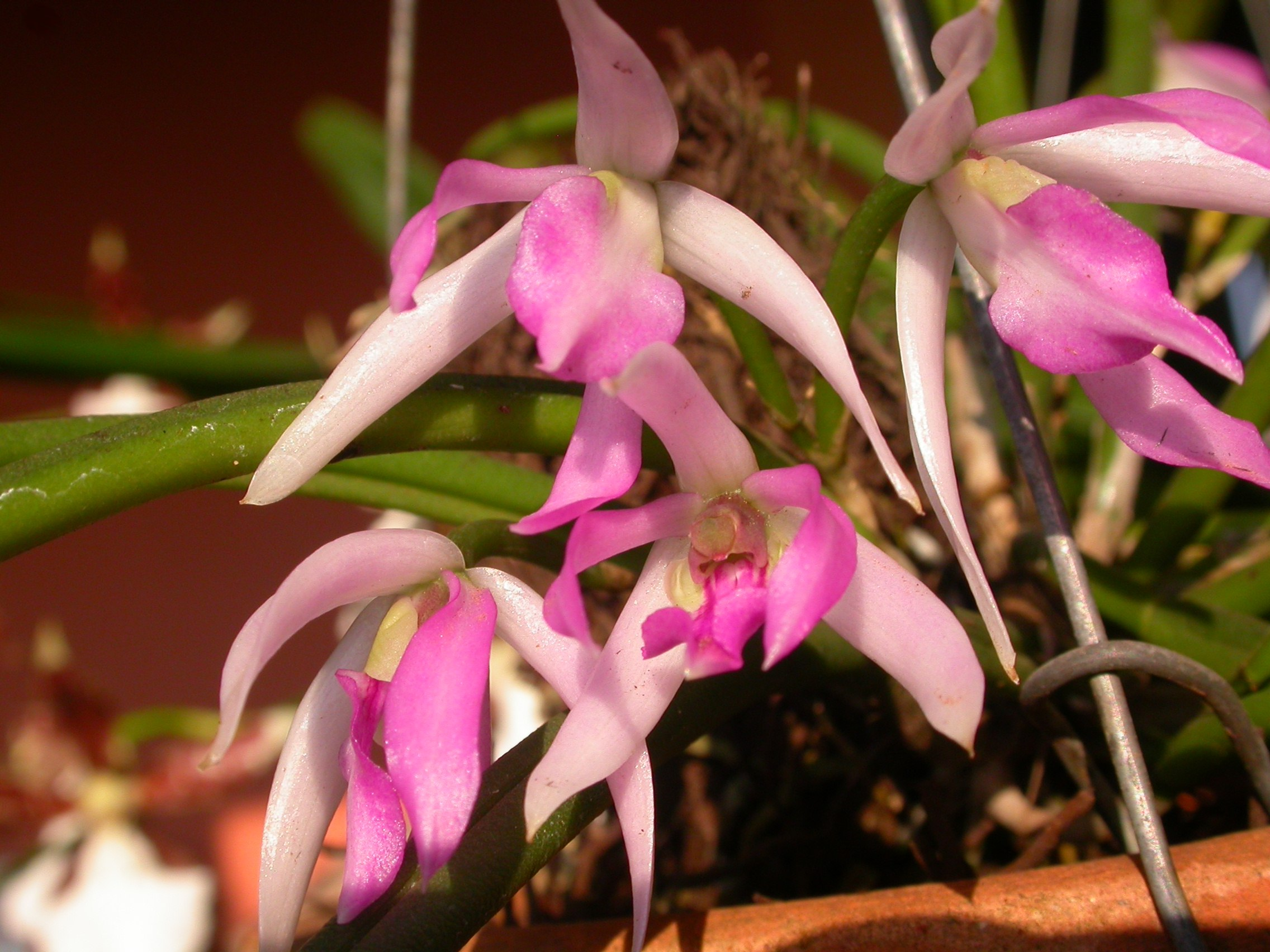
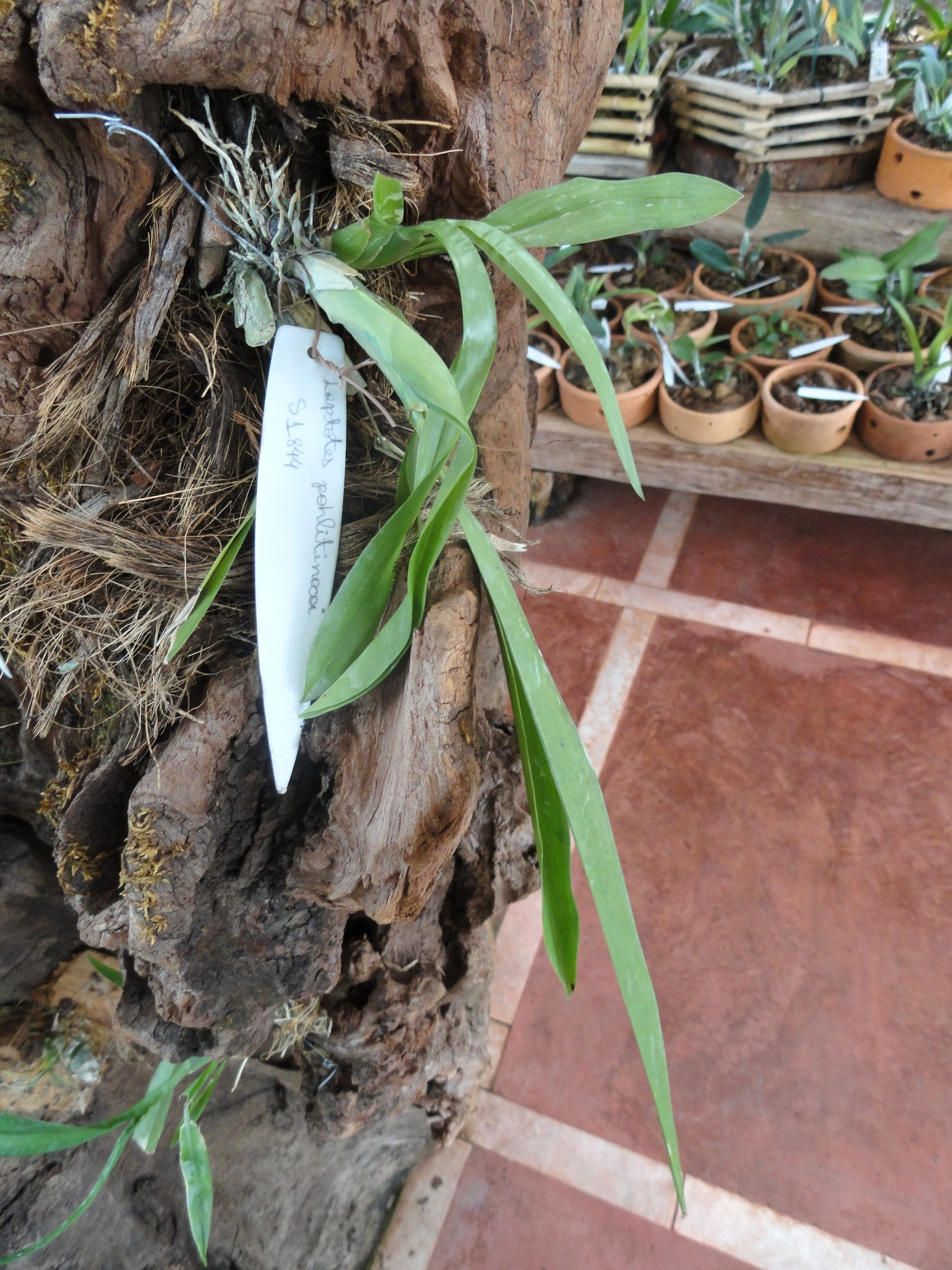
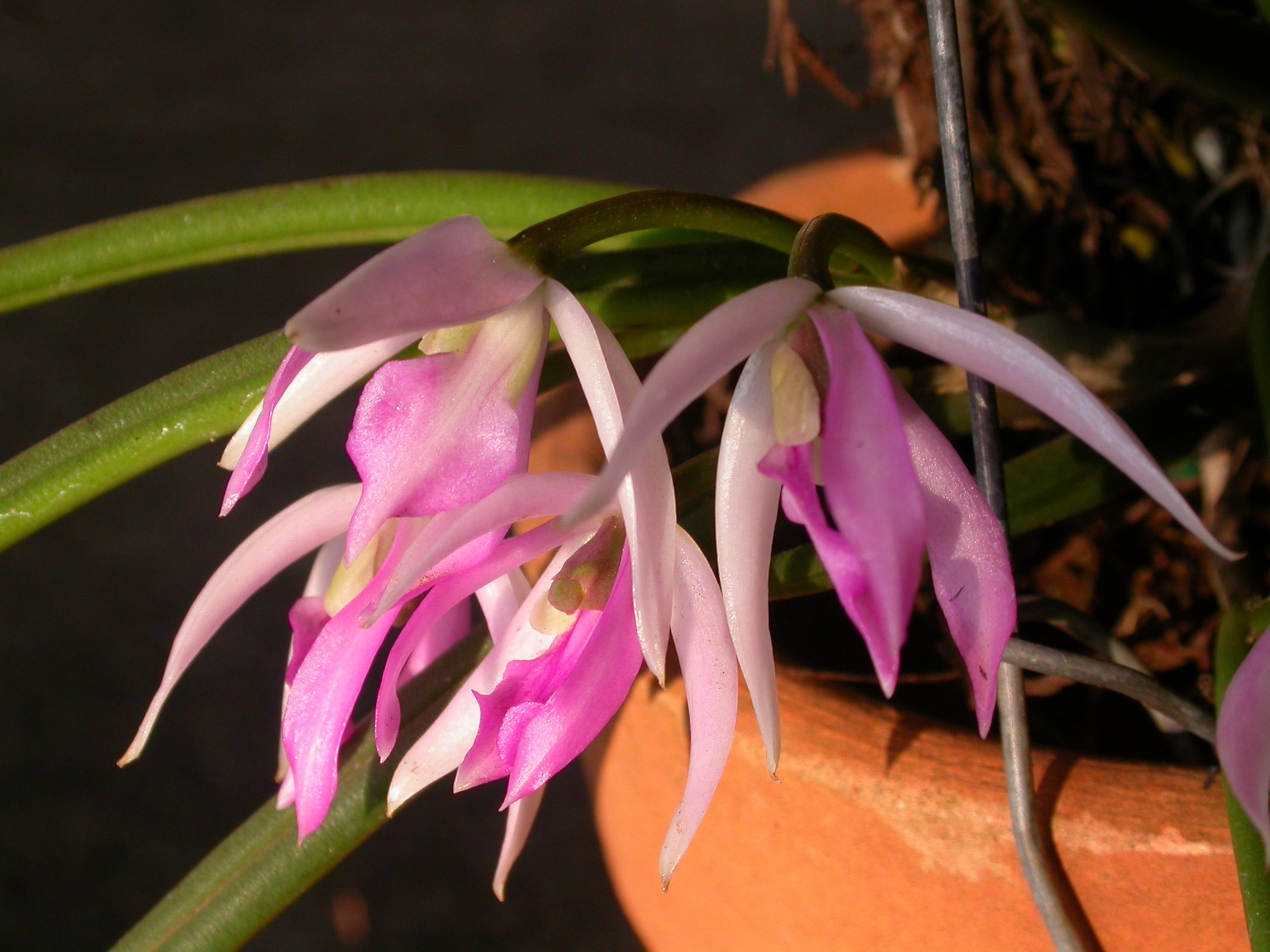
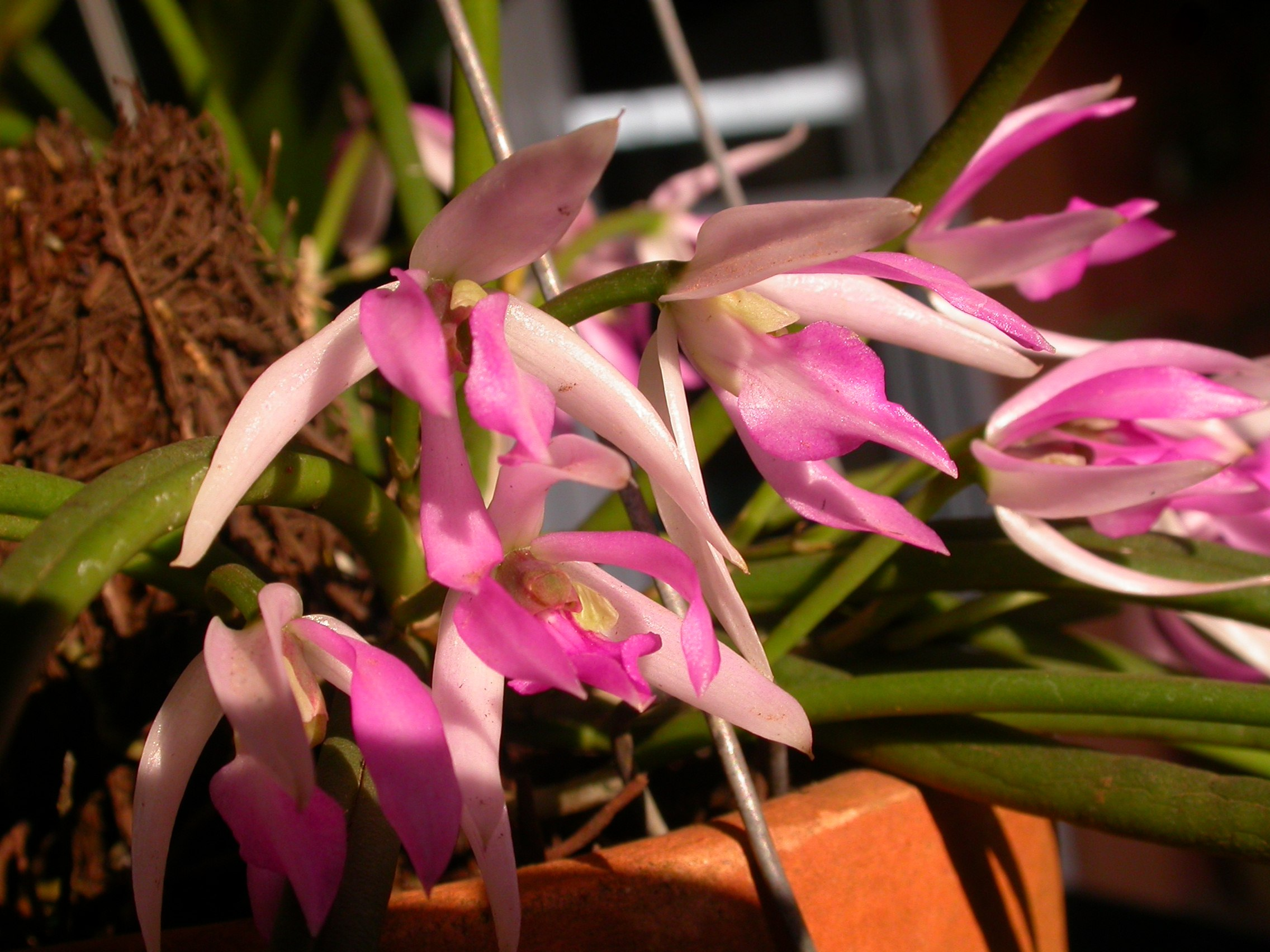